# Giovanni Cristiano di Brieg
Giovanni Cristiano di Brieg (in lingua tedesca: Johann Christian von Brieg ; in lingua polacca Jan Chrystian Brzeski; Oława, 28 agosto 1591 – Osterode in Ostpreußen, 25 dicembre 1639) fu duca di Brzeg–Legnica–Wołów (dal 1602; con suo fratello co-regnante a Legnica e Wołów fino al 1612; a Oława fin dal 1605).
Era il secondo ma il maggiore dei figli maschi sopravvissuti di Gioacchino Federico, duca di Brzeg–Oława–Legnica–Wołów, da sua moglie Anna Maria, figlia di Gioacchino Ernesto, principe di Anhalt. Al suo battesimo, che avvenne due settimane dopo la sua nascita, il 14 settembre, ricevette i nomi dei suoi zii: Giovanni Giorgio di Oława e Cristiano di Anhalt.

## Vita

### Gioventù
Gioacchino Federico morì il 25 marzo 1602, lasciando i suoi due figli maschi eredi dei suoi domini. Giovanni Cristiano aveva undici anni mentre suo fratello Giorgio Rodolfo appena sette, la reggenza dei ducati fu assunta dalla loro madre, la duchessa madre Anna Maria (che era duchessa regnante di Oława come suo Oprawa wdowia). Dopo la morte di Anna Maria nel 1605, la reggenza fu assunta dalla zia paterna dei giovani duchi, l'unica sorella sopravvissuta del defunto Gioacchino Federico, Elisabetta Maddalena di Brieg e da suo marito, Carlo II di Poděbrady, duca di Ziębice–Oleśnica.
Durante questo periodo, Giovanni Cristiano visse a Krosno Odrzańskie (tedesco: Crossen an der Oder), dove conobbe la sua prima moglie, Dorotea Sibilla di Brandeburgo.

### Inizio del regno
Nel 1609 Giovanni Cristiano raggiunse la maggiore età ed assunse il governo. Il 7 ottobre di quell'anno rese omaggio all'imperatore Rodolfo II a Breslavia. Nel 1612 suo fratello minore Giorgio Rodolfo fu formalmente dichiarato adulto. Poi, i fratelli decisero di effettuare la divisione delle loro terre: Giovanni Cristiano conservò Brzeg, Oława, Strzelin, Niemcza, Kluczbork e Byczyna, mentre Giorgio Rodolfo entrò in possesso di Legnica, Wołów, Złotoryja, Grodźca, Lubin, Prochowice, Wińsko, Wąsosz, Ryczeń e  Rudna.

### Conversione al calvinismo
Nel 1613 Giovanni Cristiano, allora luterano, cominciò a professare apertamente il calvinismo. Con lui, anche il fratello minore Giorgio Rodolfo cambiò la sua religione. Il fratelli seguirono l'esempio del loro cugino di secondo grado, l'elettore Giovanni Sigismondo di Brandeburgo, che poco prima pubblicamente prese la comunione secondo il rito calvinista, dopo quasi due anni di professione in segreto. Grazie a ciò, poterono rinnovare l'alleanza del ducato di Legnica-Brzeg con il casato di Hohenzollern.

### Esilio in Polonia
Il 20 ottobre 1633 Giovanni Cristiano arrivò a Toruń, dove affittò una casa, dopo aver ottenuto il consenso preliminare del re Ladislao IV di Polonia per trasferirsi in Polonia.
Nel 1634 Giovanni Cristiano giunse in Slesia per parlare con alcuni sudditi protestanti nei ducati e nelle città. Aveva l'idea di convincere gli stati slesiani ad accettare l'autorità del re di Polonia e ripudiare la signoria di Ferdinando II; tuttavia, questa idea non fu mai realizzata.
Giovanni Cristiano non torno mai nel suo ducato di Brzeg. Nel 1635 Ferdinando II affidò il governo di Brzeg al figlio maggiore di Giovanni Cristiano, Giorgio III, come amministratore. Nel gennaio 1635 Giovanni Cristiano tornò a Toruń. Il 4 ottobre 1636, dopo aver ottenuto il consenso di Giorgio Guglielmo di Brandeburgo, Giovanni Cristiano assunse l'amministrazione diretta su Ostróda, dove rimase con la sua famiglia fino alla sua morte.

### Morte
Giovanni Cristiano morì di polmonite il 25 dicembre 1639 a Ostróda, sei mesi dopo la sua seconda (morganatica) moglie, Anna Edvige di Sitzsch. Quattro mesi dopo, il 19 aprile 1640, i suoi resti furono mandati a Brzeg, dove arrivarono il 1º maggio. Tuttavia, i funerali formali ebbero luogo solo meno di un anno dopo la sua morte, il 12 dicembre 1640. Il suo corpo fu depositato nella chiesa di santa Edvige a Brzeg, insieme alla sua prima moglie, Dorotea Sibilla.

## Matrimonio e figli
A Berlino il 12 dicembre 1610 Giovanni Cristiano sposò Dorotea Sibilla (Berlino, 29 ottobre 1590 - Brzeg, 19 marzo 1625), figlia dell'elettore Giovanni Giorgio di Brandeburgo e della sua terza moglie, Elisabetta di Anhalt-Zerbst, sorella di Anna Maria, madre di Giovanni Cristiano; di conseguenza, entrambi i coniugi erano cugini di primo grado. Come dote, Giovanni Cristiano ricevette 30,000 talleri. Il 30 dicembre, gli sposi giunsero a Legnica, dove vissero per un anno. Il 6 dicembre 1611 la coppia si trasferì a Brzeg, dove Dorotea Sibilla rimase fino alla sua morte, tredici anni dopo. Il 14 maggio 1625 il suo corpo fu collocato nella chiesa di santa Edvige a Brzeg. Ebbero tredici figli:
1. Giorgio III (4 settembre 1611 - 4 luglio 1664).
2. Gioacchino (20 dicembre 1612 - 9 febbraio 1613).
3. Enrico (3 febbraio 1614 - 4 febbraio 1614).
4. Ernesto (3 febbraio 1614 - 4 febbraio 1614), gemello di Enrico.
5. Anna Elisabetta (23 marzo 1615 - 28 marzo 1616)
6. Luigi IV (19 aprile 1616 - 24 novembre 1663).
7. Rodolfo (6 aprile 1617 - 8 febbraio 1633).
8. Cristiano (9 aprile 1618 - 28 febbraio 1672).
9. Augusto (18 marzo 1619 - 12 marzo 1620).
10. Sibilla Margherita (20 giugno 1620 - 26 giugno 1657), sposò il 23 ottobre 1637 il conte Gerardo VII di Dönhoff.
11. Dorotea (16 agosto 1622 - 26 agosto 1622).
12. Agnese (16 agosto 1622 - 3 settembre 1622), gemella di Dorotea.
13. Sofia Magdalena (14 giugno 1624 - 28 aprile 1660), sposò il 2 dicembre 1642 Carlo Federico I di Münsterberg-Oels, duca di Ziębice–Oleśnica.

A Brzeg il 13 settembre 1626 Giovanni Cristiano sposò Anna Edvige (13 gennaio 1611 - 16 luglio 1639), figlia del maresciallo Federico di Sitsch. La giovane sposa (aveva quindici anni) era una parente di Giovanni VI di Sitsch, che durante il 1600–1608 detenne la dignità di vescovo di Wrocław e governatore imperiale di Slesia. Tuttavia, l'unione fu considerata morganatica in base agli standard del casato di Piast, e per questo tenuto temporaneamente segreto. Un accordo riuscito il 24 giugno 1626 assicurò finanziariamente l'eventuale prole dell'unione, ma furono esclusi dalla successione del ducato di Legnica-Brzeg. Diciotto mesi dopo, il 7 dicembre 1627, l'imperatore Ferdinando II rilasciò un Diploma Imperiale che elevò Anna Edvige al rango di baronessa (Freiherrin), e due mesi dopo, il 18 febbraio 1628, con un atto simile a Ratisbona l'imperatore emanò per il figlio maggiore di Giovanni Cristiano e Anna Edvige, Augusto, il titolo di barone di Legnica (Freiherr von Liegnitz), e lo stesso titolo fu assicurato per i futuri figli della coppia. Anna Edvige morì a Ostróda sei mesi prima di suo marito, all'età di ventotto anni. Fu sepolta lì il 5 ottobre. Ebbero sette figli:
1. barone Augusto odi Legnica (21 agosto 1627 - 14 maggio 1679), creato conte nel 1664.
2. baronessa Dorotea Sibilla di Legnica (17 luglio 1628 - 18 giugno 1629).
3. un figlio maschio (nato e morto il 30 giugno 1629).
4. barone Ernesto di Legnica (27 novembre 1630 - 16 marzo 1631).
5. barone Sigismondo di Legnica (31 gennaio 1632 - 14 luglio 1664), sposò il 1º ottobre 1659 la baronessa Eva Eleonore di Bibran-Modlau (1644 - 1671). Dal matrimonio non nacquero figli.
6. baronessa Giovanna Elisabetta di Legnica (8 giugno 1634 - 30 ottobre 1673), sposò il 3 novembre 1651 il barone Zdenko Howora Berka von Dub und Leipa.
7. baronessa Anna Cristina di Legnica (18 ottobre 1636 - 5 settembre 1642).

## Ascendenza
|                                 |                                  |                                          | Genitori                               |  |  | Nonni |  |  | Bisnonni                  |  |  | Trisnonni                 |  |
|                                 |                                  |                                          |                                        |  |  |       |  |  | 8. Federico II di Legnica |  |  | 16. Federico I di Legnica |  |
|                                 |                                  |                                          |                                        |  |  |       |  |  | 8. Federico II di Legnica |  |  | 16. Federico I di Legnica |  |
|                                 |                                  | 17. Ludmilla di Podebrad                 |                                        |  |  |       |  |  | 8. Federico II di Legnica |  |  |                           |  |
| 4. Giorgio II di Brieg          |                                  |                                          |                                        |  |  |       |  |  | 8. Federico II di Legnica |  |  |                           |  |
|                                 |                                  | 9. Sofia di Brandeburgo-Ansbach-Kulmbach | 18. Federico I di Brandeburgo-Ansbach  |  |  |       |  |  |                           |  |  |                           |  |
|                                 |                                  | 9. Sofia di Brandeburgo-Ansbach-Kulmbach | 18. Federico I di Brandeburgo-Ansbach  |  |  |       |  |  |                           |  |  |                           |  |
|                                 |                                  | 9. Sofia di Brandeburgo-Ansbach-Kulmbach | 19. Sofia di Polonia                   |  |  |       |  |  |                           |  |  |                           |  |
| 2. Gioacchino Federico di Brieg |                                  | 9. Sofia di Brandeburgo-Ansbach-Kulmbach |                                        |  |  |       |  |  |                           |  |  |                           |  |
|                                 |                                  | 10. Gioacchino II di Brandeburgo         | 20. Gioacchino I di Brandeburgo        |  |  |       |  |  |                           |  |  |                           |  |
|                                 |                                  | 10. Gioacchino II di Brandeburgo         | 20. Gioacchino I di Brandeburgo        |  |  |       |  |  |                           |  |  |                           |  |
|                                 |                                  | 10. Gioacchino II di Brandeburgo         | 21. Elisabetta di Danimarca            |  |  |       |  |  |                           |  |  |                           |  |
| 5. Barbara di Brandeburgo       |                                  | 10. Gioacchino II di Brandeburgo         |                                        |  |  |       |  |  |                           |  |  |                           |  |
|                                 |                                  | 11. Maddalena di Sassonia                | 22. Giorgio di Sassonia                |  |  |       |  |  |                           |  |  |                           |  |
|                                 |                                  | 11. Maddalena di Sassonia                | 22. Giorgio di Sassonia                |  |  |       |  |  |                           |  |  |                           |  |
|                                 |                                  | 11. Maddalena di Sassonia                | 23. Barbara di Polonia                 |  |  |       |  |  |                           |  |  |                           |  |
| 1. Giovanni Cristiano di Brieg  |                                  | 11. Maddalena di Sassonia                |                                        |  |  |       |  |  |                           |  |  |                           |  |
|                                 | 12. Giovanni IV di Anhalt-Zerbst | 24. Ernesto di Anhalt-Dessau             |                                        |  |  |       |  |  |                           |  |  |                           |  |
|                                 | 12. Giovanni IV di Anhalt-Zerbst | 24. Ernesto di Anhalt-Dessau             |                                        |  |  |       |  |  |                           |  |  |                           |  |
|                                 | 12. Giovanni IV di Anhalt-Zerbst | 25. Margherita di Münsterberg            |                                        |  |  |       |  |  |                           |  |  |                           |  |
| 6. Gioacchino Ernesto di Anhalt | 12. Giovanni IV di Anhalt-Zerbst |                                          |                                        |  |  |       |  |  |                           |  |  |                           |  |
|                                 |                                  | 13. Margherita di Brandeburgo            | 26. Gioacchino I di Brandeburgo (= 20) |  |  |       |  |  |                           |  |  |                           |  |
|                                 |                                  | 13. Margherita di Brandeburgo            | 26. Gioacchino I di Brandeburgo (= 20) |  |  |       |  |  |                           |  |  |                           |  |
|                                 |                                  | 13. Margherita di Brandeburgo            | 27. Elisabetta di Danimarca (= 21)     |  |  |       |  |  |                           |  |  |                           |  |
| 3. Anna Maria di Anhalt         |                                  | 13. Margherita di Brandeburgo            |                                        |  |  |       |  |  |                           |  |  |                           |  |
|                                 |                                  | 14. Volfango di Barby-Mühlingen          | 28. Burcardo VII di Barby-Mühlingen    |  |  |       |  |  |                           |  |  |                           |  |
|                                 |                                  | 14. Volfango di Barby-Mühlingen          | 28. Burcardo VII di Barby-Mühlingen    |  |  |       |  |  |                           |  |  |                           |  |
|                                 |                                  | 14. Volfango di Barby-Mühlingen          | 29. Maddalena di Meclemburgo-Stargard  |  |  |       |  |  |                           |  |  |                           |  |
| 7. Agnese di Barby-Mühlingen    |                                  | 14. Volfango di Barby-Mühlingen          |                                        |  |  |       |  |  |                           |  |  |                           |  |
|                                 |                                  | 15. Agnese di Mansfeld-Mittelort         | 30. Gebardo VII di Mansfeld-Mittelort  |  |  |       |  |  |                           |  |  |                           |  |
|                                 |                                  | 15. Agnese di Mansfeld-Mittelort         | 30. Gebardo VII di Mansfeld-Mittelort  |  |  |       |  |  |                           |  |  |                           |  |
|                                 |                                  | 15. Agnese di Mansfeld-Mittelort         | 31. Margherita di Gleichen-Blankenhein |  |  |       |  |  |                           |  |  |                           |  |
|                                 |                                  | 15. Agnese di Mansfeld-Mittelort         |                                        |  |  |       |  |  |                           |  |  |                           |  |